# Elektriciteitscentrale Wolfsburg West
Elektriciteitscentrale Wolfsburg West is een steenkool-gestookte thermische centrale in Wolfsburg in de Duitse deelstaat Nedersaksen.
Dit is een tweede nieuwere energiecentrale van van Volkswagen. Het Altes Heizkraftwerk is elektriciteitscentrale Wolfsburg Noord en staat ook op het terrein.

## Externe link

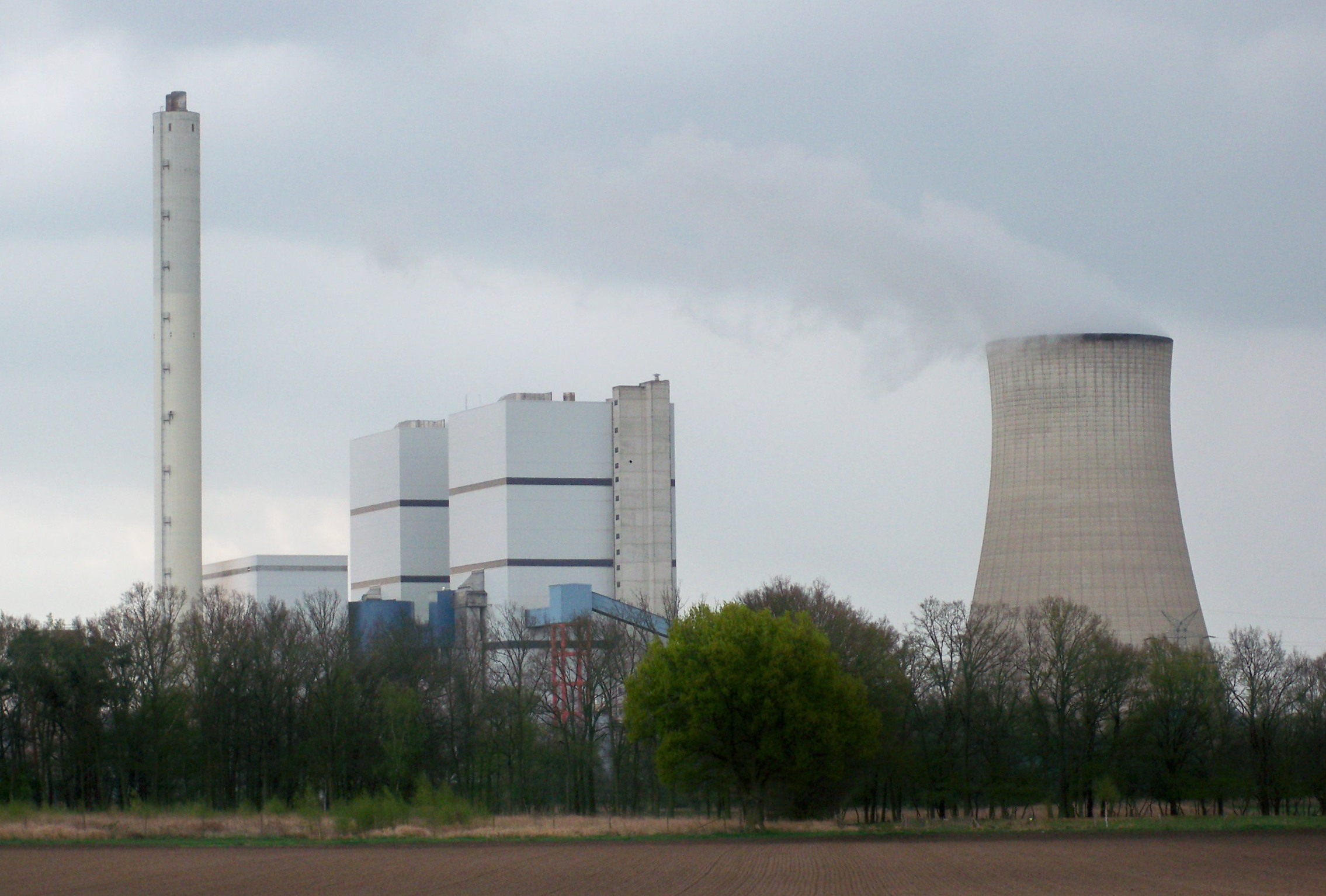
elektriciteitscentrale Wolfsburg West